# Iglesia de Santa María de los Ángeles (Vitoria)
Iglesia de Santa María de los Ángeles (Vitoria) es un templo parroquial católico de la ciudad de Vitoria, (Álava, País Vasco, España). Se trata de una construcción moderna de 1960, obra de los arquitectos Javier Carvajal y José María García de Paredes.
En 1960, entran a tomar posesión de la parroquia los primeros sacerdotes diocesanos, con D. Francisco Murua como párroco, hasta 1964. En ese año tomo la concesión de la parroquia, la Provincia dominica de España, hasta el verano de 2023. En junio de 2023 pasa el relevo a la comunidad de Peregrinos de la Eucaristía.
El edificio está incluido en el Registro Docomomo, en reconocimiento a su singularidad dentro del movimiento moderno.

## Descripción
Ubicada en pleno centro de la ciudad, la parroquia de Santa María de los Ángeles es uno de los templos católicos más representativos de Vitoria. La construcción se inició en 1958, y terminó dos años después, en 1960. El proyecto es de los arquitectos Javier Carvajal y José Mª García de Paredes, quienes supieron aprovechar perfectamente la planta triangular que se abría en la confluencia de las calles Bastiturri y Avenida Gasteiz.
La parroquia fue dedicada -por expresa petición de los donantes del terreno- a la asunción a los cielos de la Virgen María por un coro de ángeles, dogma que había sido proclamado por S.S. el Papa Pío XII pocos años antes del comienzo de las obras. Por este motivo, el retablo principal de la Iglesia lo constituye la imagen de Santa María de los Ángeles.
Tuvo un papel importante en los sucesos de Vitoria de 1976, cuando los templos eran puntos de encuentro habituales de las movilizaciones obreras.

## Arquitectura
Lo primero que llama la atención de este templo es su estructura triangular, que se justifica no sólo por el espacio que estaba llamada a ocupar, sino por la clara intención de que toda la estructura convergiese a un punto central: el altar. 
La geometría del solar y la confluencia de dos calles condicionaron la solución adoptada para esta iglesia de una única nave diáfana, de forma triangular. La nave se proyecta a modo de flecha que se dirige al lugar que preside las celebraciones, nada obstaculiza la visión del altar. En este punto se concentra la tensión de todo el recinto, tanto en planta como en altura. No se pretendió ocultar la estructura de cerchas metálicas, al modo de una nave industrial, con el fin de aproximar el mundo del trabajo y de la fe, según consta en la memoria del proyecto.
Se consiguió no abrir ningún tipo de aberturas en las fachadas de la nave. La iluminación natural homogénea, que no se sabe bien por dónde entra, consigue la sensación de que la cubierta está suspendida en el aire. Sin ningún tipo de abertura en el muro de fachada, un hueco rasgado bordea el arranque de la cubierta, en una posición que deja pasar la luz indirecta y la reflejada.
La Iglesia está construida con materiales sencillos, como el ladrillo, la madera, el acero laminado, la piedra, el hormigón y la pizarra; elementos que resultan muy decorativos, pero que carecen de cualquier tipo de lujo, para no perder de vista lo verdaderamente importante: que todo templo consagrado al Señor está llamado a ser, ante todo, «casa de oración».
En la entrada de la iglesia se creó un espacio abierto, a modo de patio, para reunión de los fieles. Este espacio da acceso, además, a la casa parroquial, los espacios que albergan servicios sociales y la torre-campanario de la iglesia.
Por último, destaca la imponente estructura exterior, soportada por una serie de vigas de metal, sobre la que se asienta la cubierta, diseñada en dos aguas. Su aspecto exterior, que recuerda a la quilla de un barco, viene a indicar que la Iglesia no es sino la barca de Pedro, en la cual todos estamos invitados a subir para poder navegar juntos hacia el cielo. 

## El campanario
Próxima al templo destaca la torre campanario, una sencilla construcción de cemento de 42 metros de altura, que actúa a modo de faro. La torre tiene tres campanas, alineadas de menor a mayor, y en su parte más alta se observan dos grandes bloques de hormigón que forman una gran cruz, visible desde distintos puntos de la  ciudad, y que simboliza el mástil de la barca.
La torre se encuentra unida a un edificio de la vecindad, de modo que entre la torre y la Iglesia se abre un espacio propio donde los parroquianos pueden congregarse a la salida de las ceremonias sin congestionar la calle, posibilitando así un ambiente de encuentro que, siguiendo con la simbología de la barca, nos hace comprender que el espacio que se abre entre la torre y el templo —es decir, el atrio— es la cubierta de la barca, donde se encuentran los fieles.

## Interior

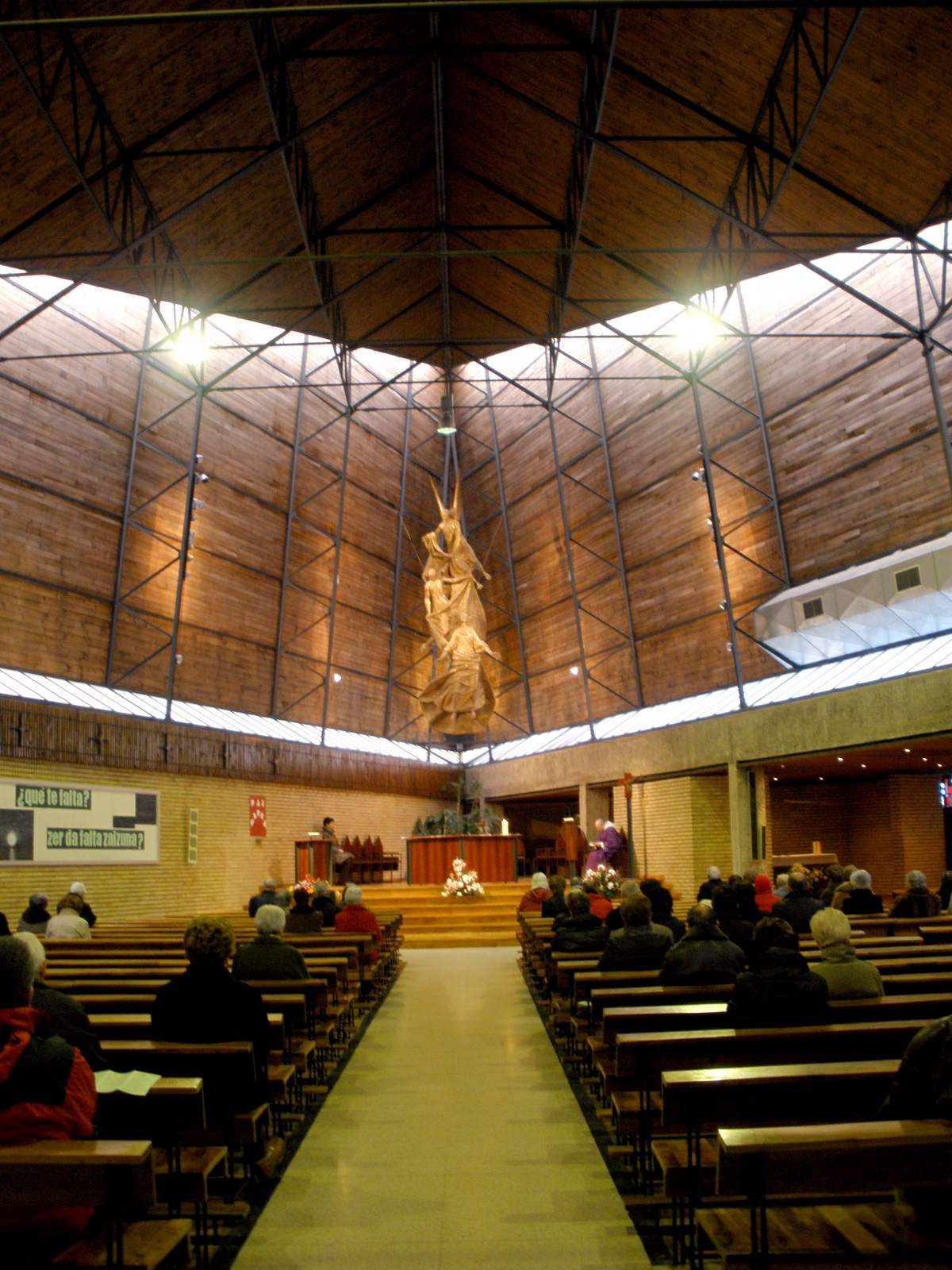
Interior

La estructura diagonal del templo actúa a modo de líneas guía que conducen la mirada hacia un punto central: el altar, que es el centro de toda actividad parroquial. Continuando con la simbología de la barca, nos damos cuenta de que, así como el timón es el punto central de toda nave —pues es desde allí desde donde se decide la dirección que habrá de tomar la barca— así también toda la vida parroquial nace de la celebración del misterio eucarístico.
Destaca el uso de la luz, la cual entra en el templo por medio de los cristales situados tanto en la base de la estructura piramidal como desde su parte superior. La iluminación inferior consigue no sólo el efecto de una iluminación indirecta de manera natural, sino la sensación de que toda la cúpula triangular se encuentra flotando sobre la estructura.
En el lado izquierdo se abre una cornisa de madera que sirve de fondo a las sencillas cruces que forman el Vía Crucis. 
Se observan algunos cambios desde sus orígenes hasta el día de hoy. En primer lugar, el altar, fabricado en piedra abujardada, ocupaba la mayor parte de la superficie del presbiterio, en donde todavía no estaba colocado el órgano. En segundo lugar, observamos cómo el suelo original era de cemento, que fue sustituido posteriormente por suelo de mármol. Por último, la imagen original de Santa María de los Ángeles estaba fabricada en escayola, pero fue sustituida por la imagen actual de bronce debido a un accidente fatal ocurrido años después de su inauguración. En la última remodelación, en el altar se colocó un crucifijo, obra del escultor navarro Xavier Santxotena Alsua.

## Nave lateral
En el lado derecho del templo se abre un amplio espacio compartimentado por una serie de muretes rectangulares de ladrillo visto, que delimitan tres espacios independientes: el baptisterio, la capilla de la reconciliación y la capilla del Santísimo. Cada uno de estos espacios es iluminado por una serie de vidrieras, cuyo color principal hace referencia a cada sacramento administrado: en el baptisterio predomina el color azul, que recuerda al agua que nos purifica de toda mancha; en la capilla de la reconciliación predomina el color morado, que simboliza la preparación espiritual y la penitencia; y en la capilla del santísimo predomina el color rojo, el color de la sangre de Jesucristo.

## El baptisterio y la pila bautismal
Destaca en el baptisterio la imponente pila bautismal, fabricada en piedra del país, cincelada en forma de cilindro ovalado en bloque, con dos huecos a media esfera en su parte superior.
El baptisterio está situado en la entrada del templo, haciendo referencia al hecho de que el bautismo es la puerta que abre paso para los demás sacramentos.

## Asunción de la Virgen

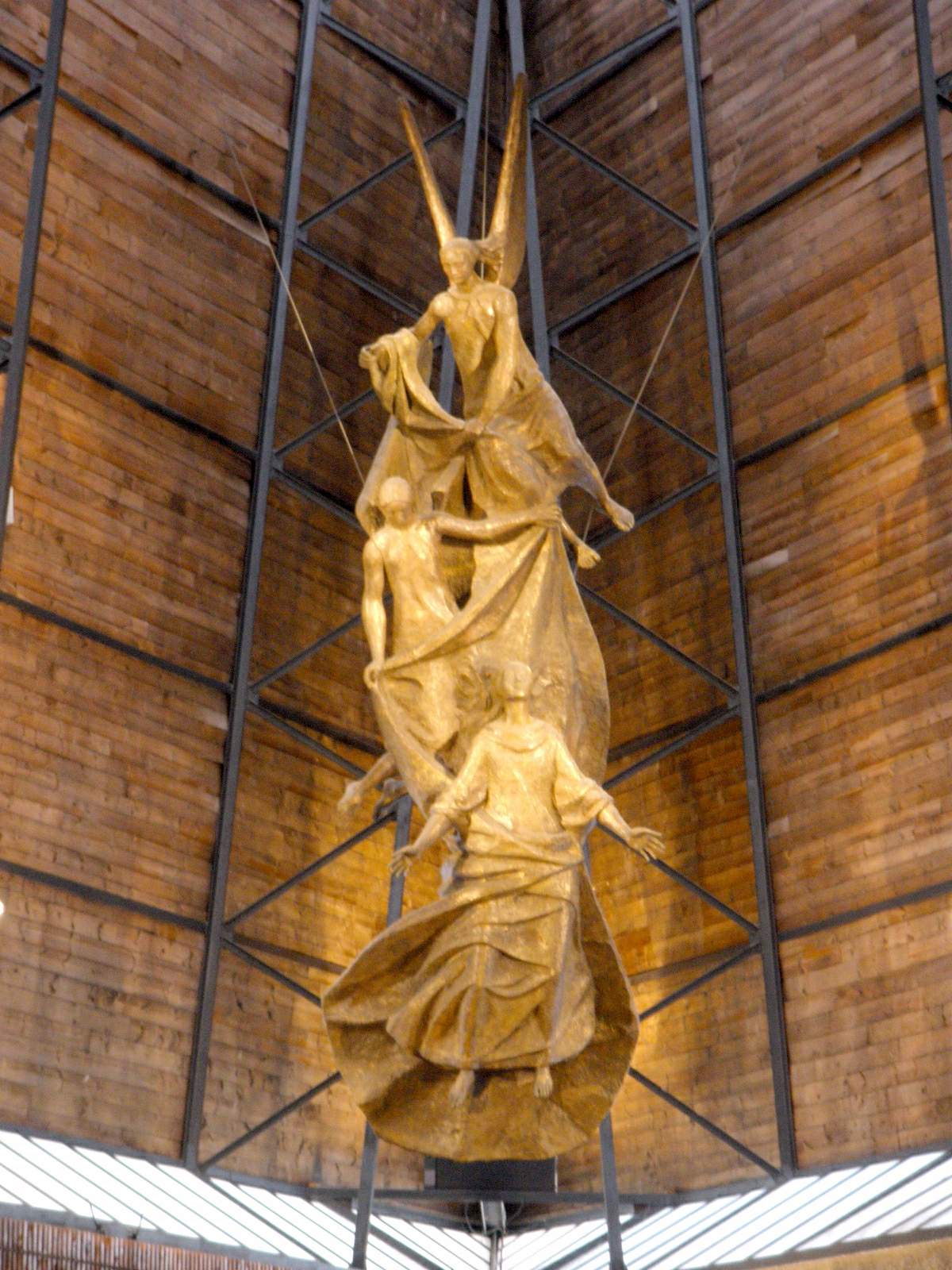
Asunción de la virgen

Lo primero que llama la atención del templo es la escultura dedicada a la Virgen, en su advocación de Santa María de los Ángeles, recogiendo el momento en el que es asunta a los cielos por un coro de ángeles. 
Tanto las alas de las criaturas celestes, como el manto de la Virgen, como la posición suspendida de los pies de todas las figuras, crean un conjunto vertical que nos invita a elevar nuestra mirada al cielo. La Virgen, con su mirada fija en lo alto y los cabellos flotando en el aire, abre sus manos en actitud expectante.
La imagen mide 7 metros de altura y está totalmente realizada en bronce. Está sujeta únicamente por tres discretos cables, lo que, a simple vista, da la sensación de que la imagen se encuentra flotando en el aire. La imagen constituye toda ella el retablo de la parroquia. 
La escultura fue realizada en 1960, y es obra del escultor ciudadrealeño Joaquín García Donaire.